# Moldoveni, Teleorman
Moldoveni este un sat în comuna Islaz din județul Teleorman, Oltenia, România. Se află în partea de sud a județului,  în Lunca Dunării. La recensământul din 2002 avea o populație de 1.124 locuitori.
Amintim de la început că satul se numește Moldoveni, de la primii săi locuitori, care au fost prizonieri moldoveni luați de oștirea munteană a lui Matei Basarab în lupta de la Finta, pe malul Ialomiței, la 1653, cu Vasile Lupu, domnul Moldovei. Un grup de prizonieri moldoveni au fost așezați aici, pe tărmul drept al râului Olt, la marginea unei păduri, mai sus de Islazul de lângă Dunăre, iar satul s-a numit Moldoveni, după numele celor așezați aici. Numele satului Moldoveni, datează de pe timpul stăpânirii asupra satului a boierului Barbu Știrbei  care a lăsat zestre ficei sale Alina, căsătorită ulterior cu Alexandru Plagino. Unii spun că și-a luat numele de la Mozoleni, un sat vechi situat mai la vest, care ar fi datat de pe timpul lui Matei Basarab, dar nu se cunoaște de ce s-a mutat, probabil din cauza unor calamități abătute asupra lui. Originea locuitorilor fiind clăcași.....alte păreri sunt că satul și-a luat numele după oamenii moldoveni, aduși din Moldova de către fostul proprietar al satului - Alexandru Plagino, care avea moșii și prin Moldova. Până în 1938 satul Moldoveni a aparținut de plasa Dunărea, județul Romanați, iar din 1939 de plasa Oltul de Jos. Plasa Oltul de Jos, cuprindea următoarele localități: Brastavățu, Cilieni, Doanca, Gârcovu, Giuvărăști, Grădini, Izbiceni, Islaz (Proclamația de la Islaz -1848: în dimineața zilei de 9/21 iunie 1848, preotul Radu Șapcă din Celei deschidea Adunarea de la Islaz cu o slujbă religioasă de sfințire a steagurilor tricolore, urmată de o predică în care evoca suferințele poporului, condamna claca și iobăgia.), Moldoveni, Potlogeni, Rusăneștii de Jos, Scărișoara, Seliștioara, Ursa, Vârtopu, Vișina Veche, Vișina Nouă. Biserica „Sf. Nicolae” construită în 1832 pe locul unei biserici tip bordei și a fost pictată în 1837. În prezent este monument istoric, iar slujbele se țin în biserica nouă Sf. Ioan Botezătorul. 
Un sat foarte liniștit cu o priveliște deosebită cu întâmplări istorice. 
Satul Moldoveni se găsește așezat pe malul drept al râului Olt în apropiere de confluența sa cu Dunărea la 2 km. Față de albia Oltului, pe drumul județean 614 A. Islaz-Dobrosloveni de Caracal între km 59-61 și se mărginește la N.-V. cu comuna Giuvărăști județul Olt, la sud cu comuna Islaz-Teleorman, de care aparține, la est de râul Olt și la vest cu comuna Gîrcov jud. Olt.
         Este situat în plină câmpie a Romanaților, care este în întregime în lunca Oltului.
         Clima este caracteristică regiunilor joase la câmpie și celei de luncă, că se caracterizează prin ierni blânde și veri călduroase și secetoase. Primăvara începe de timpuriu, iar toamnele se prelungesc până spre luna noiembrie. Lunile cu cea mai scăzută temperatură sunt: decembrie, ianuarie, când se atinge minus 20 grade, iar lunile cu cea mai ridicată temperatură sunt: iulie și august când termometrul urcă până la +40 grade. Vânturi frecvente în sat în timpul anului sunt: Crivățul care bate din E. și aduce iarna zăpadă și primăvara umezeală și Austrul  care bate din direcția V. și aduce multă uscăciune în timpul verii. Se resimte influența Băltărețului, care bate din direcția s. și aduce umiditate în timpul verii.
         Satul MOLDOVENI își păstrează specificul pitoresc al așezărilor românești de câmpie situate pe marginea râurilor. Pe vatra comunei sunt 400 gospodării cu 1600 de suflete, toți fiind români creștini ortodocși.
         Ocupația de căpetenie a locuitorilor este agricultura și legumicultura. 
Printre proprietarii care au stăpânit pământul satului Moldoveni după documente ar fi fost Barbu Știrbei, - așa cum reiese din Pisania bisericii – care a dat ajutor la construirea bisericii din sat în anul 1830.
         Moșia a fost apoi proprietatea fiicei sale Știrbei Elena (Alina) căsătorită cu Alexandru Plagino. După moartea lui Plagino, Elena s-a căsătorit cu generalul Florescu, ministru în Guvernul lui Alexandru Ioan Cuza.
          În 1864, moșia s-a vândut în urma reformei agrare, iar în anul 1921, când s-a făcut o nouă împroprietărire, au fost răscumpărate și ultimele pământuri ale acestei moșii. 
...................
Moldoveni a făcut parte din județul Romanați, Plasa Oltul de Jos.
Județul Romanați a fost o unitate administrativă de ordinul întâi din Regatul României, aflată în regiunea istorică Oltenia. Reședința județului era orașul Caracal.
Județul se afla în partea sud-vestică a României Mari, în sud-estul regiunii Oltenia. Județul se învecina la vest cu județul Dolj, la nord cu județul Vâlcea, la est cu județele Olt și Teleorman, iar la sud cu Bulgaria. Cuprindea partea de sud-est a actualului județ Dolj, partea central-sudică a actualului județ Olt și o mică parte din sud-vestul județului Teleorman de astăzi (comuna Islaz). 
Teritoriul județului era împărțit inițial în trei plăși: 
1.  Plasa Dunărea,
2.  Plasa Ocolul,
3.  Plasa Oltul de Sus.
4.  Plasa Oltețu
5.  Plasa Câmpu.
6.  Plasa Oltul de Jos.
……………..
Plasa Oltul de Jos, cu resedința orașului Corabia: Brastanovățu, Cilieni, Doanca, Gârcovu, Giuvărăști, Grădini, Izbiceni, Izlaz, Moldoveni, Potlogeni, Rusăneștii de Jos, Scărișoara, Seliștioara, Ursa, Vârtopu, Vișina Veche, Vișina Nouă; Corabia - nu era un oraș de reședință al județului. Județul a fost desființat odată cu reforma administrativă din 6 septembrie 1950.